# Nero Forte
"Nero Forte" är en låt av den amerikanska gruppen Slipknot. Den utgavs i december 2019 som den fjärde och sista singeln från albumet We Are Not Your Kind. "Nero Forte" nådde elfte plats på Billboards Hot Rock Songs. Låten handlar om att hamna i depressionens svärta.
Musikvideon till "Nero Forte" har drygt 32 miljoner visningar på YouTube.

## Medverkande
- (#8) Corey Taylor – sång
- (#7) Mick Thomson – gitarr
- (#4) Jim Root – gitarr
- (#6) Shawn "Clown" Crahan – slagverk
- (#0) Sid Wilson – turntable, keyboards
- (#5) Craig "133" Jones – samplingar, keyboards
- Alessandro Venturella – elbas, piano, synthesizer
- Jay Weinberg – trummor